# پیکان (جرقویه)
پیکان روستایی در دهستان جرقویه وسطی بخش مرکزی شهرستان جرقویه استان اصفهان ایران است. این روستا در ۵۵ کیلومتری مرکز شهرستان ورزنه و ۷۵ کیلومتری جنوب شرقی شهر اصفهان واقع شده است.

## موقعیت جغرافیایی
این روستا در ۷۵ کیلومتری اصفهان و ۵۵ کیلومتری  مرکز شهرستان ورزنه و روستایی است از توابع بخش مرکزی شهرستان جرقویه در جنوب شرقی شهر اصفهان بین مدارهای ۵۲درجه و ۱۰ دقیقه و ۴۰ ثانیه طول جغرافیایی و ۳۲ درجه و ۱۵ دقیقه و ۵۰ ثانیه عرض جغرافیایی و در دامنه‌های شمال رشته کوه محمد نوجوان قرار دارد.

## آب و هوا
با توجه به قرار داشتن پیکان در منطقه‌ای بیابانی و کویری، دارای آب و هوای خشک نیمه بیابانی است؛ یعنی تابستان‌های آن گرم و خشک و زمستان‌های آن سرد و خشک است.

## طبیعت
بلندترین ارتفاعات پیکان در رشته‌کوه‌های محمد نوجوان با ارتفاع ۲۰۷۳ متر در سمت غرب و جنوب پیکان قرار گرفته است. این رشته‌کوه‌ها، ادامه رشته‌کوه‌های ناپیوسته زاگرس می‌باشد و مربوط به دوران سوم زمین‌شناسی است.
در این رشته کوه گیاهانی مانند کتیرا و آویشَن و اَبشَم و درخت‌هایی چون بادام کوهی و انجیر می‌روید.
این رشته کوه در گذشته زیستگاه حیواناتی چون بز، آهو، قوچ، میش، پلنگ، یوزپلنگ، شغال، روباه و خرگوش بوده است. چندین چشمه در این رشته کوه وجود دارد:محمد نوجوان، ناوِی، انجیر، شبگیر، چشمه لا کله، چشمه کرکوک و چشمه مؤمنی. گفتنی است رودخانه فصلی روستای پیکان در سال‌های پرآبی از رشته کوه‌های محمد نوجوان سرچشمه گرفته و به مرداب گاوخونی می‌ریزد.

## تاریخچه
وجود درختان بادام کوهی و انجیر کوهی و همچنین حیواناتی از قبیل گوزن و آهو در این مناطق حکایت از سرسبزی این منطقه داشته است. این روستا در کنار دریای مرکزی ایران که حدود یازده هزار سال قبل خشک شده است قرار داشت. پیکان‌های کوچکو بزرگ مفرغی یافته شده در غارهای این منطقه حاکی از دوران غارنشینی بشر است که به دوران مفرغ برمی گردد. قدمت این روستا به پیش از اسلام و روزگار کیانیان بازمی‌گردد که این روستا بر سر راه بازرگانی شمال به جنوب ایران قرار داشته است.

## جمعیت
بر پایه سرشماری عمومی نفوس و مسکن در سال ۱۳۹۵ جمعیت این روستا ۲٬۷۶۰ نفر (۹۳۷خانوار) بوده است. جمعیت حال حاضر با توجه به اعلام مرکز خانه بهداشت روستا در دیماه(۱۴۰۱)۳۳۰۰نفرو۱۰۹۹خانوار می‌باشد.

### بازار

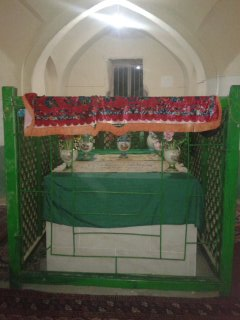
مقبره سلطان باباحاجی در روستای پیکان

یکی از یادگارهای روزگاران گذشته در این روستا بازاری بوده که در حدود ۱/۵ کیلومتر دراز داشته است ودارای شاخه‌های زیادی بوده که هر شاخه ویژه صنف خاصی بود.
این بازار و دژ میرحیدر از یادگارهای دوران ساسانی است که با رونق گرفتن راه اصفهان شهرضا به آباده، از رونق آن کاسته شد و از اهمیت دژ میرحیدر که زمانی راهدارخانه و چاپارخانه میانراهی جرقویه بود کم شد.
در پای کوهی که دژ میرحیدر قرار دارد گورهایی وجود دارد که مردگان را ایستاده دفن کرده‌اند که این رسم به دوران قبل از اسلام بازمی‌گردد.
همچنین از آنجا که پیکان شهر، شهر بزرگی بوده است و مرکز سیاسی جرقویه در زمان ساسانیان بود؛ در اطراف آن شهرک‌هایی وجود داشتند که می‌توان به شهرک ماه پر و کشتزاری به نام یسنا اشاره کرد.
مردم این روستا توسط محمد بن حنفیه اسلام آوردند و به کوشش سلطان باباحاجی نماینده صاحب بن عباد شیعه شدند. آرامگاه سلطان باباحاجی هم‌اکنون در این روستا زیارتگاه مردم است. در روزگار دیلمیان، پیکان دوباره رونق می‌گیرد کاریز رکن آباد و آسیاهای بادی در این روستا ساخته می‌شود.

## مسجد جامع
بنای این مسجد به روزگار سلطان سنجر سلجوقی می‌رسد که از زیباترین مساجد این منطقه و همانند مسجد جامع محمدآباد بوده که متأسفانه در سال‌های اخیر شبستان آن تخریب شده است. همچنین مسجد و کاروانسرای پاسکو قدمتی بیش از ۸۰۰ سال در این روستا دارند.
در جریان حمله مغول، مردم پیکان آماده دفاع شدند. در گورستان پیکان قبرهایی وجود داشته که روی آن‌ها «کشته مغول» نوشته شده است. شهرک ماه پری در سال ۶۲۵ هجری در جریان حمله مغول از بین رفت. در کنار این بناهای مذهبی قلعه‌های تاریخی و زیبا وجود دارد که در محله بالا کنار مسجد جامع خود نمایی می‌نماید که این قلعه بنام کیانی می‌باشد. در سالجاری یک آب انبار قدیمی که قدمت آن به ۴۰۰ سال قبل می‌باشد توسط دهیاری و شورای اسلامی مرمت گردیده است.